# Psychotria barahonensis
Psychotria barahonensis är en måreväxtart som beskrevs av Ignatz Urban. Psychotria barahonensis ingår i släktet Psychotria och familjen måreväxter. Inga underarter finns listade i Catalogue of Life.